# أوتو هاينريش (كونت بالاتينات-زولتسباخ)
أوتو هاينريش (22 يوليو 1556 - 29 أغسطس 1604)؛ كونت بالاتينات-زولتسباخ منذ عام 1569 حتى عام 1604.
ولد أوتو هاينريش في آمبرغ عام 1556 كأحد أبناء فولفغانغ كونت بالاتينات-تسفايبروكن الخمسة وزوجته آنا ابنة لاندغراف هسن فيليب الشهم، بعد وفاة والده في عام 1569 تم تقسيم أراضيه بينه وبين إخوته الأربعة - واستلم المنطقة المحيطة حول زولتسباخ-روزنبرغ الواقعة في بالاتينات العليا، توفي أوتو هاينريش في زولتسباخ عام 1604 ودُفن في لاوينغن، دون أي أبناء ذكور على قيد الحياة، وبذلك ورث شقيقه الأكبر فيليب لودفيغ ممتلكاته بحيث تقع أراضيه هو الآخر في المنطقة بالاتينات العليا.

## الذرية

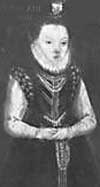
زوجته دوروثيا ماريا

تزوج أوتو هاينريش من دوروثيا ماريا من فورتمبيرغ (3 سبتمبر 1559 - 23 مارس 1639)؛ ابنة الدوق كريستوف وآنا ماريا من برانبدبورغ-آنسباخ في 25 نوفمبر 1582 وأنجبت منها:
1. لودفيغ (6 يناير - 12 مارس 1584).
2. آن إليزابيث (19 يناير - 18 أبريل 1585).
3. غيورغ فريدرش (15 مارس - 25 أبريل 1587).
4. دوروثيا صوفي (10 مارس 1588 - 24 سبتمبر 1607).
5. سابين (25 فبراير 1589 - 1 سبتمبر 1645)؛ تزوجت في عام 1625 من البارون غيورغ من فارتنبرغ.
6. أوتو غيورغ (9 أبريل - 20 مايو 1590).
7. سوزان (6 يونيو 1591 - 21 فبراير 1661)؛ تزوجت في عام 1613 من غيورغ يوهان الثاني كونت بالاتينات-لوتسلشتاين-غوتنبرغ، لهم ذرية.
8. ماري إليزابيث (5 أبريل 1593 - 23 فبراير 1594).
9. آن سيبيل (10 مايو - 10 ديسمبر 1594).
10. آن صوفي (6 ديسمبر 1595 - 21 أبريل 1596).
11. ماغدالينا سابين (6 ديسمبر 1595 - 18 فبراير 1596).
12. دوروثي أورسولا (2 سبتمبر 1597 - 25 مارس 1598).
13. فريدرش كريستيان (19 يناير - 25 مارس 1600).